# Blasphemy
Blasphemy (в пер. c англ. Богохульство) — блэк-метал-группа, сформированная в Бернаби, Британской Колумбии, Канада в 1984 году. Группа стала одной из первых групп в стиле блэк-метал и основателями его подстиля — war metal. После выпуска демо под названием Blood Upon the Altar (1989), они были подписаны на лейбл Wild Rags, где и выпустили дебютный альбом Fallen Angel of Doom (1990). Вокалист группы позже выразил недовольство лейблом, сказав, что лейбл не выполнил взятых на себя обязательств.
Второй студийный альбом под названием Gods of War был выпущен уже на лейбле Osmose Productions в 1993 году. В том же году Blasphemy вместе с Immortal и Rotting Christ совершили концертный тур по Европе, который назывался «Fuck Christ Tour». После этого у группы был продолжительный перерыв в творческой деятельности, и лишь в 2001 году увидело свет демо Die Hard Rehearsal. В 2002 году вышел концертный альбом Live Ritual: Friday the 13th, представляющий собой запись выступления в Ванкувере в 2001 году.
Музыка Blasphemy оказала влияние на последующие поколения блэк-металлистов, свидетельством чему — многочисленные кавер-версии
композиций группы.

## Дискография

### Студийные альбомы
- Fallen Angel of Doom (1990)
- Gods of War (1993)

### Концертные альбомы
- Live Ritual - Friday the 13th (2002)
- Desecration of São Paulo - Live in Brazilian Ritual Third Attack (2016)
- Victory (Son of the Damned) (2018)

### Демо
- Blood Upon the Altar (1989)
- Die Hard Rehearsal (2001)
- Blood Upon the Soundscape (2018)